# Olibrus globiformis
Olibrus globiformis là một loài bọ cánh cứng trong họ Phalacridae. Loài này được Pic miêu tả khoa học năm 1894.